# Araneus lutulentus
Araneus lutulentus es una especie de araña del género Araneus, tribu Araneini, familia Araneidae. Fue descrita científicamente por Keyserling en 1886.
Se distribuye por Australia. La especie se mantiene activa durante el mes de marzo.